# Парадайз (пещеры)
Ледяные пещеры Па́рада́йз (англ. Paradise — «рай») — система ледниковых пещерах в леднике Парадайз, существовавшая на юго-восточном склоне вулкана Рэйнир, в Каскадных горах, на территории национального парка «Маунт-Рэйнир» (США).
До своего исчезновения пещеры Парадайз были крупнейшими в мире пещерами в леднике. Пещера в мёртвом (неподвижном) льду на высоте около 2000 м возникла из-за движения потоков воды и воздуха, подогретых выходами горячих вулканических газов. Своды галерей были полукруглые, на дне лежал обломочный материал.
Длина галерей пещеры изменялась, в зависимости от скорости отступания края ледника, количества разрушенных ходов и появления новых галерей. Иногда после обильных снегопадов исчезнувшие галереи могли появиться вновь. С учётом существовавших ранее и исчезнувших галерей максимальная суммарная длина достигала 24 км. В 1978 году длина пещеры достигала 13,25 км, впоследствии она сократилась. 
С 1990-х годов ледниковые пещеры полностью исчезли из-за спада ледникового покрова в связи с глобальным потеплением.